# Aron Can
Aron Can Gultekin (Reykjavík, 18 novembre 1999) è un rapper e cantante islandese.

## Biografia
Nato a Reykjavík da padre turco, è salito alla ribalta nel 2016 grazie al primo album in studio Þekkir stráginn, che è risultato il 6º più venduto nel corso dell'anno con 1 153 unità e ha prodotto il singolo Lítur vel út, che è divenuto uno dei maggiori successi in termini di stream e passaggi radiofonici del 2016 nella Tónlistinn. Il successo ottenuto dal disco ha fruttato all'artista tre candidature all'Íslensku tónlistarverðlaunin, il principale riconoscimento musicale islandese.
Nel 2017 ha pubblicato il secondo album in studio Ínótt, che oltre a vendere 2 469 unità e risultare il 2º disco più venduto dell'anno, dietro soltanto a Gerviglingur di JóiPé & Króli, ha ottenuto una candidatura come Album rap/hip hop dell'anno nell'ambito dell'Íslensku tónlistarverðlaunin 2018, edizione nella quale è riuscito a vincere la sua prima statuetta per la partecipazione come artista ospite al singolo Joey Cypher di Joey Christ. La traccia Fullir vasar è risultata la terza più riprodotta, nonché la prima in islandese, su Spotify, la principale piattaforma di streaming a livello nazionale, per quanto riguarda il 2017 ottenendo 1 317 469 stream (equivalenti a 13 174 unità).
L'anno successivo ha firmato un contratto discografico per il gruppo danese della Sony Music, mettendo così a fine la sua carriera come artista indipendente. Nello stesso anno viene messo in commercio il terzo album in studio Trúpíter, supportato dal singolo Aldrei heim, che è risultato il 3º brano di maggior successo dell'intero 2018 nella classifica dei singoli nazionale. Grazie al quarto LP Andi, líf, hjarta, sál, uscito nel 2021, e il singolo apripista Flýg upp ha conseguito due nomination all'Íslensku tónlistarverðlaunin e la sua prima numero uno sia nella graduatoria degli album sia in quella dei brani contemporaneamente per due settimane. Il disco è stato in seguito certificato oro dalla Félag Hljómplötuframleiðenda per aver superato la soglia delle 2 500 unità di vendita.
Nell'aprile 2024 ha fatto ritorno sulle scene musicali rendendo disponibile la hit Monní, seconda numero uno dell'artista nella Tónlistinn e premiata con l'ÍSTÓN alla canzone hip hop o elettronica dell'anno; si tratta del singolo di apertura del quinto LP Þegar ég segi Monní, anch'esso finito in cima alla classifica della FHF e candidato per un riconoscimento alla gala musicale islandese più prestigiosa.

## Discografia

### Da solista
- 2016 – Þekkir stráginn
- 2017 – Ínótt
- 2018 – Trúpíter
- 2021 – Andi, líf, hjarta, sál
- 2024 – Þegar ég segi Monní

### IceGuys
- 2024 – IceGuys